# Crawley-i strand (Perth)

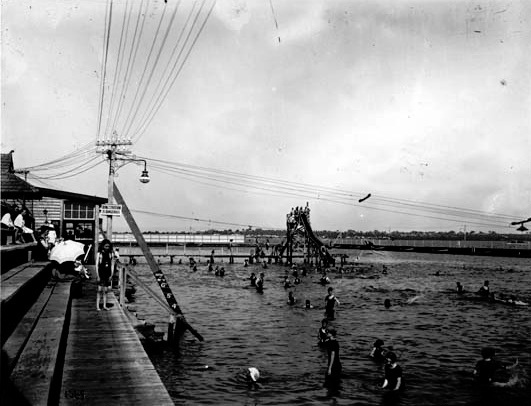
A crawley-i strand az 1920-as években

A crawley-i strand nyilvános fürdőlétesítményként szolgált a Matilda-öbölben, Perth Crawley városrésze közelében, a Mounts Bay Road mellett. A fából ácsolt építményt 1914. február 7-én adták át. A Nyugat-Ausztrália akkori miniszterelnöke, John Scaddan részvételével zajló nyitóünnepségen úszókarnevált és vízi életmentő bemutatót is rendeztek.
A déli féltekén e strand számított a legnagyobb elkerített vízfelületnek, és mintegy fél évszázadon keresztül Perth egyik fontos szabadidős létesítménye volt.  Végül 1964-ben lebontották, mivel az 1962-es nemzetközösségi játékokra megépült a Beatty Park.
A Swan-folyóban, a strand korábbi helyének közelében a strandra megemlékező szobrot állítottak Eliza néven.

## Fordítás
- Ez a szócikk részben vagy egészben  a   Crawley Baths című angol Wikipédia-szócikk ezen változatának fordításán alapul.  Az eredeti cikk szerkesztőit annak laptörténete sorolja fel. Ez a jelzés csupán a megfogalmazás eredetét és a szerzői jogokat jelzi, nem szolgál a cikkben szereplő információk forrásmegjelöléseként.